# Söderskär, Kyrkslätt
För andra betydelser, se Söderskär (olika betydelser).
Söderskär är öar i Finland. De ligger i Finska viken och i kommunen Kyrkslätt i landskapet Nyland, i den södra delen av landet. Öarna ligger omkring 38 kilometer sydväst om Helsingfors, i Porkala udds naturskyddsområde.
Arean för den av öarna koordinaterna pekar på är 6,7 hektar och dess största längd är 0,5 kilometer i nord-sydlig riktning.